# نیامبپولا
نیامبپولا (به لاتین: Niyambepola) یک منطقهٔ مسکونی در سری‌لانکا است که در استان مرکزی (سری‌لانکا) واقع شده‌است.